# Seng
 For alternative betydninger, se Seng (flertydig). (Se også artikler, som begynder med Seng)
En seng er et møbel til at sove i. Den kan også opfylde andre behov som for eksempel et hvileleje for hospitalspatienter eller seksuelt samvær.
Et leje var før i tiden halm eller et andet naturligt materiale lagt på gulvet. Ved at sengen (sengelejet) hæves fra gulvet undgås træk, snavs og utøj.
For at gøre sengen mere komfortabel er den forsynet med en madras. Oprindeligt var det øverste lag sække med halm for jævne mennesker og med fjer for de velhavende. I dag bruges uld og kunstfibre (fx Futon-madras), og madrasser laves af fjedre (springmadras spring=fjeder), skumgummi, vand eller luft.
Madrassen ligger på sengebunden. Den er gerne lavet af materiale, der fjedrer (metalfjedre eller trælameller). Den hviler på sengerammen et stykke over gulvet.
Alle tre lag kan være samlet i ét som i en boxmadras eller vandseng.
De tidligste kendte senge kan dateres tilbage til oldtidens Egypten hvor brugen af senge kan spores tilbage til 3200 f.Kr. Historisk set findes mange forskellige versioner af senge og deres sammensætning. Stor set alle ældre senge var lavet at forskellige træsorter, hvorimod madrassens sammensætning kunne være alt fra halm eller fjer i sække eller stof af bedre kvalitet til skin og pels fra dyr, som blandt andet var brug meget i den europæiske middelalder og vikingetid.

## Sengetyper
- Boksmadras - En madras med indbyget træramme (ofte med ben eller meder).
- Daybed - en seng, der også kan bruges til at sidde på
- Elevationsseng - En seng, som kan hæve madrassen i hoved- eller fod-ende.
- Futon-seng - En japansk seng i gulvhøjde.
- Himmelseng - En klassisk sengetype med søjler i hvert hjørne, som traditionelt er overdækket af et styke stof (en sengehimmel).
- Hospitalsseng - En indstillelig seng, som benyttes på hospitalsafdelinger.
- Hængekøje - Et kraftigt tekstil (natur- eller plastmateriale) som spændes ud mellem to faststående genstande (f.eks. et træ).
- Juniorseng - En seng til et barn, der ikke længere behøver at ligge i en tremmeseng.
- Kontinentalseng - En seng med flere madraslag.
- Sengeramme med madras - En platform eller ramme af træ eller metal, hvori der ligger en madras
- Sovesofaer - En sengetype, som kan laves om til en sofa i dagtimerne.
- Tremmeseng - En sengebund med lodrette tremmer, som bruges til spædbørn i deres første leveår.
- Vandseng - En sengeramme, hvor madrassen er fyldt med vand.
- Køjeseng - en seng i to eller flere etager

## Sengeudstyr
Af sengeudstyr er der:
- dyne
- hovedpude – hæver hovedet lidt som mange gange er mere behageligt – eller hæver hovedet meget. Det sidste kan anvendes hvis man vil slappe af (f.eks. læs en bog) eller er syg og skal drikke eller kunne se mere.
- sengetæppe
- sengetøj
  - lagen
  - hovedpudebetræk
  - dynebetræk
- puder
- Sengeovertræk